# Neu Zauche
Neu Zauche (Nedersorbisch: Nowa Niwa) is een gemeente in de Duitse deelstaat Brandenburg, en maakt deel uit van het Landkreis Dahme-Spreewald.
Neu Zauche telt 1.061 inwoners.